# Демпси, Натан
Натан Демпси (англ. Nathan Dempsey; 14 июля 1974, Спрус-Гров, Альберта, Канада) — профессиональный канадский хоккеист, защитник. Завершил карьеру игрока в 2008 году.

## Биография
12 июля 2002 года как неограниченно свободный агент подписал контракт с «Чикаго Блэкхокс». 2 марта 2004 года был обменян в «Лос-Анджелес Кингз». 4 августа 2006 года как неограниченно свободный агент подписал контракт с «Бостон Брюинз».

## Достижения
- Чемпион Германии в составе «Айсберен Берлин» (2005)
- Лучший ассистент АХЛ в сезоне 2001/02

## Статистика
```
                                            
                                            --- Regular Season ---  ---- Playoffs ----
Season   Team                        Lge    GP    G    A  Pts  PIM  GP   G   A Pts PIM
--------------------------------------------------------------------------------------
1989-90  Edmonton SSAC               AAHA   --   --   --   --   --  --  --  --  --  --
1990-91  St. Albert Saints           AMHL   34   11   20   31   73  --  --  --  --  --
1991-92  Regina Pats                 WHL    70    4   22   26   72  --  --  --  --  --
1992-93  Regina Pats                 WHL    72   12   29   41   95  13   3   8  11  14
1992-93  St. John's Maple Leafs      AHL    --   --   --   --   --   2   0   0   0   0
1993-94  Regina Pats                 WHL    56   14   36   50  100   4   0   0   0   4
1994-95  St. John's Maple Leafs      AHL    74    7   30   37   91   5   1   0   1  11
1995-96  St. John's Maple Leafs      AHL    73    5   15   20  103   4   1   0   1   9
1996-97  St. John's Maple Leafs      AHL    52    8   18   26  108   6   1   0   1   4
1996-97  Toronto Maple Leafs         NHL    14    1    1    2    2  --  --  --  --  --
1997-98  St. John's Maple Leafs      AHL    68   12   16   28   85   4   0   0   0   0
1998-99  St. John's Maple Leafs      AHL    67    2   29   31   70   5   0   1   1   2
1999-00  St. John's Maple Leafs      AHL    44   15   12   27   40  --  --  --  --  --
1999-00  Toronto Maple Leafs         NHL     6    0    2    2    2  --  --  --  --  --
2000-01  St. John's Maple Leafs      AHL    55   11   28   39   60   4   0   4   4   8
2000-01  Toronto Maple Leafs         NHL    25    1    9   10    4  --  --  --  --  --
2001-02  St. John's Maple Leafs      AHL    75   13   48   61   66  11   1   5   6   8
2001-02  Toronto Maple Leafs         NHL     3    0    0    0    0   6   0   2   2   0
2002-03  Chicago Blackhawks          NHL    67    5   23   28   26  --  --  --  --  --
2003-04  Chicago Blackhawks          NHL    58    8   17   25   30  --  --  --  --  --
2003-04  Los Angeles Kings           NHL    17    4    3    7    2  --  --  --  --  --
2004-05  Berlin Polar Bears          DEL    10    2    3    5   26  12   0   3   3  14
2005-06  Los Angeles Kings           NHL    53    2   11   13   48  --  --  --  --  --
2006-07  Boston Bruins               NHL    17    0    1    1    6  --  --  --  --  --
2006-07  Providence Bruins           AHL    24    1    8    9   32   3   0   0   0   2
2007-08  Sc Bern                     Swiss  29    3   10   13   20  --  --  --  --  --
--------------------------------------------------------------------------------------
         NHL Totals                        260   21   67   88  120   6   0   2   2   0

```